# Miomantis kilimandjarica
Miomantis kilimandjarica är en bönsyrseart som beskrevs av Sjöstedt 1909. Miomantis kilimandjarica ingår i släktet Miomantis och familjen Mantidae. Inga underarter finns listade i Catalogue of Life.